# Deinodon
Deinodon (Deinodon) – dinozaur drapieżny z rodziny tyranozaurów, znany z pojedynczych zębów.

## Nazwa
Deinodon pochodzi z łaciny i oznacza straszny ząb.

## Wielkość
Trudna do dokładnej oceny, prawdopodobnie w granicach wyznaczanych przez inne rodzaje tyranozaurów – kilkanaście metrów długości.

## Pożywienie
mięso

## Występowanie
Zamieszkiwał Amerykę Północną (dzisiejsza Montana) w późnej kredzie.

## Odkrycie
Nie znaleziono żadnych innych szczątków poza zębami. W dodatku pierwsze z odkopanych zębów zaklasyfikowano później jako należące do gorgozaura (Gorgosaurus libratus) – podobnie jak kolejne zęby, na podstawie których wyróżniono następne gatunki, znaleziska te są często uznawane za należące do innych, znanych już wcześniej rodzajów tyranozaurów.

## Opis
Przypominał prawdopodobnie inne gatunki swej rodziny: dwunożny, duża głowa, skarłowaciałe kończyny przednie i nieporównywalnie większe tylne, a także potężny ogon, stanowiący przeciwwagę dla tułowia trzymanego w pozycji poziomej.

## Gatunki
Podane gatunki mogą też być zaliczane do innych rodzajów.
- D. amplus- Marsh, 1892 (Stygivenator amplus)
- D. arctunguis- Parks, 1928 (Albertosaurus arctunguis)
- D. cristatus- Cope, 1877 (Troodon cristatus, Stygivenator cristatus)
- D. explanatus- Cope, 1876 (Paronychodon explanatus)
- D. falculus- Cope, 1876 (Dromaeosaurus falculus)
- D. grandis- Marsh, 1890 (Ornithomimus grandis, Aublysodon grandis)
- D. hazenianus- Cope, 1877 (Laelaps hazenianus, Dryptosaurus hazenianus)
- D. horridus- Leidy, 1865 (Albertosaurus libratus, Aublysodon horridus, A. mirandus, Gorgosaurus horridus, Megalosaurus horridus)
- D. incrassatus- Cope, 1876 (Laelaps incrassatus, Albertosaurus incrassatus)
- D. kenabekides- Hay, 1899 (Dryptosaurus kenabekides)
- D. laevifrons- Cope, 1877 (Dromaeosaurus laevifrons)
- D. lancensis- Gilmore, 1946 (Nanotyrannus lancensis)
- D. lancinator- Maleev, 1955 (Jenghizkhan bataar, Tarbosaurus bataar)
- D. lateralis- Cope, 1876 (Aublysodon lateralis, Dromaeosaurus lateralis)
- D. libratus- Lambe, 1914 (Gorgosaurus libratus)
- D. novojilovi- Maleev, 1955 (Maleevosaurus novojilovi)
- D. periculosus- Riabinin, 1930 (Tarbosaurus periculosus)
- D. sarcophagus- Osborn, 1905 (Tarbosaurus sarcophagus)
- D. sternbergi- Matthew & Brown, 1923 (Gorgosaurus libratus)